# Pseudomyrmex monochrous
Pseudomyrmex monochrous é uma espécie de formiga do género Pseudomyrmex, subfamilia Pseudomyrmecinae.

## História
Esta espécie foi descrita cientificamente por Dalla Torre em 1892.